# Vizuální informační systém
Vizuální informační systémy (dále jen VIS) jsou soubory piktogramů a dalších znaků, které napomáhají lidem v orientaci, upozorňují na nebezpečí nebo jinak informují. Jejich hlavní výhodou je perfektní srozumitelnost bez ohledu na věk, vzdělání nebo jazykové znalosti toho, kdo je využívá — většina informací je sdělována v silně zjednodušené obrazové podobě.

## Definice pojmu
„Vizuální informační systémy jsou ucelené řady grafických znaků, které vykazují obsahovou a formální (stylovou) jednotu.“ 
Základními stavebními kameny vizuálních informačních systémů jsou piktogramy, ideogramy a písmo. Samotné VIS jsou složeny z jednoho nebo několika souborů znaků, tzv. piktogramových řad. Znaky v rámci jedné řady by měly mít nějakou souvislost. Například u vlakového přepravce může jedna řada pokrývat služby poskytované na nádražích, druhá popisovat vybavení vagonů (ovládání topení, záchrannou brzdu, světlo apod.) a třetí zachycovat bezpečnostní pokyny (zákaz otevírání dveří před zastavením vlaku, zákaz vstupu do kolejiště). Důležité je, aby piktogramy patřící do jedné řady měly shodnou barevnost, formát nosičů, typ a stupeň stylizace, míru prefabrikace a použité ideogramy a písmo. Podle toho, jak dobře tato kritéria zkoumané znaky plní, hovoříme o vyrovnanosti nebo nevyrovnanosti piktogramové řady.

## Proč je potřebujeme?
Vizuální informační systémy používáme tam, kde se vyskytují lidé různého věku, vzdělání, gramotnosti, ale i národnosti. Typickými příklady nasazení VIS jsou tak letiště, nádraží (viz vizuální informační systém Českých drah Archivováno 29. 7. 2020 na Wayback Machine.) a další uzly veřejné dopravy, nákupní centra, velké budovy, sportoviště, zoologické zahrady, centra měst, olympijské hry a festivaly . Obrazová informace je univerzální a srozumitelná napříč různými kulturami. Pro její dekódování nepotřebujeme znát žádné konvence, jako je tomu u písma nebo barev na semaforu (přesto se v piktogramech může objevit doplňující text, tvůrce ale vždy musí pečlivě zvážit, zda to neohrozí jeho funkci). , 